# グリーゼ676Ab
グリーゼ676Ab（英語: Gliese 676Ab）は地球から見てさいだん座の方向に約50光年離れた位置にある連星系グリーゼ676の主星、グリーゼ676Aを公転している太陽系外惑星である。
グリーゼ676Aからの距離は太陽と火星の距離（約1.52 au）よりもやや遠い程度（約1.74 au）であり、公転周期は約2.88年である。グリーゼ676Abは質量が少なくとも木星の6倍弱もあるため、巨大ガス惑星とされている。